# Casimir Ragot Spéciale
Der Casimir Ragot Spéciale ist ein französischer Rennwagen. 

## Beschreibung
Casimir Ragot aus Bordeaux betrieb eine Autowerkstatt und fuhr Autorennen. Da er mit seinen Rennwagen unzufrieden war, entwickelte er ab 1929 zusammen mit seinem Sohn Charles Ragot einen straßentauglichen Rennwagen. Das offene zweisitzige Fahrzeug, CRS 001 genannt, basiert auf einem Bugatti. Der Vierzylindermotor von Fiat mit 1438 cm³ Hubraum leistet mit Kompressor 140 PS. Die Höchstgeschwindigkeit beträgt 180 km/h.
Das Fahrzeug ist erhalten geblieben und im Automuseum Musée de Sanxet in Pomport zu besichtigen. 2006 war es auf dem Pariser Autosalon ausgestellt.

## Galerie

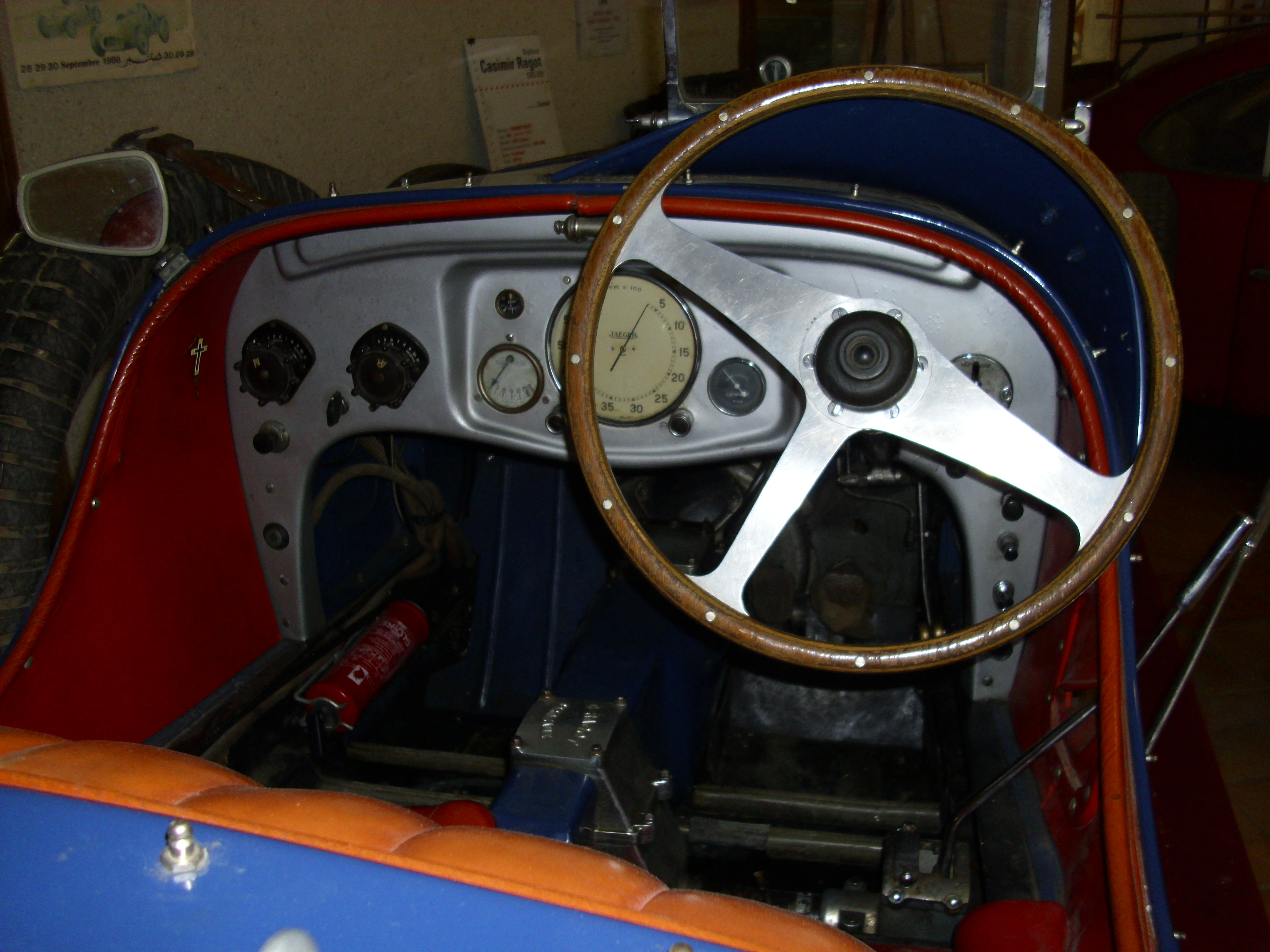
Interieur mit Rechtslenkung
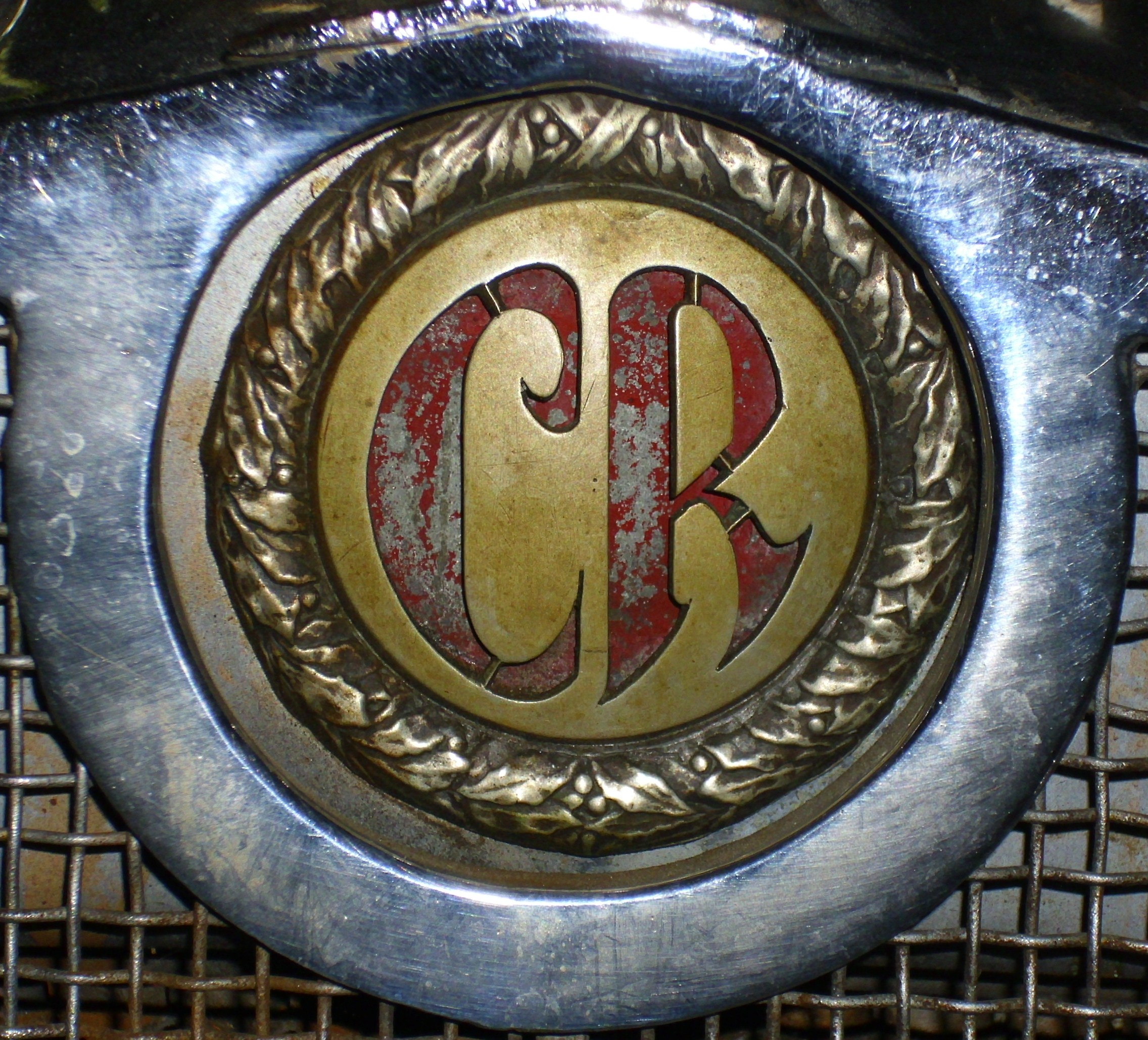
Emblem des Casimir Ragot